# مطار فطاني
مطار فطاني (بالتايلندية: ท่าอากาศยานปัตตานี)(إياتا: PAN، إيكاو: VTSK) هو مطار يخدم فطاني، وهي مدينة في مقاطعة مقاطعة فطاني في تايلاند.
يستقبل مطار باتاني رحلات جوية من سلاح الجو الملكي التايلاندي لدعم عمليات مكافحة-التمرد في المقاطعات الجنوبية.